# THE ACTION
《THE ACTION》은 대한민국의 남성 음악 그룹 브로맨스의 데뷔 음반이다. 2016년 7월 12일에 발매되었다.

## 트랙리스트
| #  | 제목                         | 작사                         | 작곡                 | 편곡           | 재생 시간 |
| -- | ---------------------------- | ---------------------------- | -------------------- | -------------- | --------- |
| 1. | 〈Introduce (Feat. 베이식)〉 | 이후상, 밍키, 박현규, 베이식 | 이후상, 밍키, 박현규 | 이후상, 밍키   | 2:45      |
| 2. | 〈오래된 연인들〉            | 김창락, 김서정               | 김창락               | 김창락         | 3:55      |
| 3. | 〈여자 사람 친구〉           | 김도훈, 이상호, 브라더수     | 김도훈, 이상호       | 김도훈, 이상호 | 3:37      |
| 4. | 〈빙 (Feat. Big Tray)〉      | RickyP                       | RickyP               | 이상호         | 3:50      |
| 5. | 〈벌써 겨울〉                | 황유빈                       | 김도훈               | 김도훈, 최용찬 | 4:13      |
| 6. | 〈여자 사람 친구〉           |                              | 김도훈, 이상호       | 김도훈, 이상호 | 3:37      |

## 평가
아이돌로지의 유제상은 "기이한 팀이름에 기이한 데뷔곡 제목. 해서 이들은 뭔가 하고 들어보니 전혀 뜻밖의 훵키한 노래가 쉴 새 없이 흘러나온다."며 평가했으며 햄촤는 타이틀곡 <여자 사람 친구>를 두고 "마이클 잭슨의 전성기 곡을 연상케 하는 부드럽고 매끈하게 빠진 사운드만큼은 거부하기 힘들다."라 평가하였다.

## 차트 성적
음반 부문에서는 가온 앨범 차트 주간 28위, 월간 79위를 기록하였다.